# Raiffeisen (Швейцария)
Raiffeisen Group, «Группа Райффайзен» — третья крупнейшая банковская группа Швейцарии. Объединяет 225 кооперативных банков Швейцарии. В основном специализируется на ипотечном кредитовании.

## История
Первые взаимные банки начали появляться в Германии в середине XIX века по принципам, выдвинутым Фридрихом Вильгельмом Райффайзеном. В Швейцарии первый такой банк начал работу в 1899 году. В 1902 году десять таких банков сформировали Союз Райффайзен, с 1912 года его штаб-квартира находится в Санкт-Галлене.
В 2012 году была куплена большая часть активов старейшего банка Швейцарии Wegelin.

## Деятельность
Сеть кооперативной банковской группы насчитывает 225 местных банков у которых в сумме 809 отделений, обслуживающих 3,34 млн розничных клиентов и более 200 тысяч корпоративных; кооперативы насчитывают почти 2 млн членов.
Из 260 млрд швейцарских франков активов в 2020 году 190 млрд составили выданные кредиты, из них около 90 % ипотечных. Размер принятых депозитов составил 190 млрд франков.
В структуре выручки за 2020 год из 3,06 млрд франков 2,3 млрд составил чистый процентный доход; комиссионный доход составил 450 млн франков. Группа осуществляет управление активами, на конец 2020 года под управлением находилось 224 млрд франков.